# Ctenomys ibicuiensis
Ctenomys ibicuiensis és una espècie de mamífer rosegador de la família dels ctenòmids. Viu al centre-est de Sud-amèrica.

## Taxonomia
Aquesta espècie fou descrita l'any 2012 pels zoòlegs Thales R. O. de Freitas, Fabiano A. Fernandes, Rodrigo Fornel i Paula A. Roratto.

### Localitat tipus i distribució geogràfica
La localitat tipus és: "Manoel Viana (a les coordenades: 29°23’37’’S 55°25’43’’W), al centre-oest de l'estat de Rio Grande do Sul, Brasil".
Se'l trobà en ambients de dunes i prades sorrenques que estaven pertorbades per les activitats agrícoles i la desertificació.
Aquesta espècie és endèmica de la conca del riu Ibicuí, a l'interfluvi format pel curs principal d'aquest i un dels seus afluents pel marge dret, el riu Itu, a més d'una àrea al nord d'aquest últim. Jurisdiccionalment tan sols viu als municipis de Manoel Viana (sis localitats) i Maçambará (dues), al nord-oest de l'estat de Rio Grande do Sul, al sud del Brasil. Viu a altituds properes a 200 msnm.

### Holotip
L'holotip és l'espècimen catalogat com a: TR 1065; es tracta del crani (acompanyat per una pell) d'una femella adulta -2n = 50, nombre fonamental (FN) = 68–; està depositada al Departament de Genètica de l'Institut de Biociències de la Universitat Federal de Rio Grande do Sul. Fou recollit por Thales R. O. de Freitas i Fabiano A. Fernandes. El seu pes era de 200 g, la longitud total de 234 mm i la cua de 75 mm.

### Etimologia
Etimològicament, el nom específic ibicuiensis és un topònim que es refereix a la conca hidrogràfica de la qual aquesta espècie de rosegador és endèmica, la fondalada del riu Ibicuí. D'altra banda, aquesta paraula en el tupí-guaraní significa ‘bancs de sorra’ cosa que descriu bé l'hàbitat particular d'aquest rosegador.

### Paratips
S'inclogueren 11 espècimens` com a paratips (5 mascles i 6 femelles), que foren depositats a la mateixa col·lecció que l'holotip amb els codis: TR 1066 a TR 1076. Tots foren recollits a la localitat tipus.

### Caracterització i relacions filogenètiques
C. ibicuiensis es caracteritza per un nombre diploide de 50 cromosomes i un nombre fonamental autosòmic de 68 braços, amb el primer parell molt més llarg que en espècies properes. En comparació amb espècies filogenèticament relacionades i geogràficament properes, també se'n distingeix per anàlisis filogenètiques del gen mitocondrial del citocrom b i per anàlisis qualitatives i quantitatives de la morfologia cranial.
Aquest tàxon és inclòs al grup d'espècies C. torquatus, denominat així per l'espècie C. torquatus, rosegador al qual anteriorment les poblacions de C. ibicuiensis eren adscrites.

## Conservació
L'espècie té una distribució geogràfica limitada, que cobreix una àrea relativament petita (d'aproximadament 50.000 ha) i dins de la mateixa només habita un biòtop particular (bancs de sorra i armenteres sorrenques), en una regió que ha estat patint desertificació a més d'un intens impacte antropogènic, en reconvertir-se el seu hàbitat en plantacions de pins i eucaliptus i cultius de soja. Per aquests motius, els descriptors suggeriren que aquesta espècie podria classificar-se com a espècie en perill d'extinció a la Llista Vermella d'Espècies Amenaçades que confecciona l'organització internacional dedicada a la conservació dels recursos naturals: la Unió Internacional per la Conservació de la Natura (UICN).